# Vito Scotti
Vito Scotti est un acteur américain, de son nom complet Vito Giusto Scotti, né le 26 janvier 1918 à San Francisco (Californie), mort le 5 juin 1996 à Los Angeles — Quartier de Woodland Hills (Californie), d'un cancer du poumon.

## Biographie
Né dans une famille d'immigrés italiens originaire de Naples, Vito Scotti interprète souvent à l'écran des seconds rôles de caractère de type italien ou hispanique. Il débute toutefois au théâtre et joue à Broadway (New York) en 1938 et 1939, dans une comédie musicale (inspirée du personnage de Pinocchio) et deux pièces.
Au cinéma, il apparaît dans soixante-cinq films américains de 1949 à 1995, le dernier étant Get Shorty de Barry Sonnenfeld. Parmi ses films notables, citons le drame Quinze Jours ailleurs de Vincente Minnelli (1962), le western Rio Conchos de Gordon Douglas (1964), ou encore le film de guerre Évasion sur commande de Jack Smight (1968). De plus, il contribue à quelques films produits par Walt Disney Pictures, comme Les Aristochats de Wolfgang Reitherman (1970, où il prête sa voix au chat italien) et Le Nouvel Amour de Coccinelle de Robert Stevenson (1974).
Pour la télévision, Vito Scotti collabore à dix téléfilms de 1967 à 1983, et surtout à cent-quarante-et-une séries, entre 1950 et 1995. Mentionnons Mike Hammer (cinq épisodes, 1958-1959), La Quatrième Dimension (deux épisodes, 1960-1962), Gunsmoke (quatre épisodes, 1965-1970), ou encore Columbo (six épisodes, 1973-1989).

## Théâtre (à Broadway)
- 1938-1939 : Pinocchio, comédie musicale, musique d'Edison Von Ottenfeld et Armando Loredo, lyrics et livret de Yasha Frank, d'après l'œuvre de Carlo Collodi
- 1939 : They knew what they wanted de Sidney Howard, avec Douglass Montgomery (pièce adaptée au cinéma en 1940)
- 1939 : Steel d'Harold Igo, avec Don DeFore

## Filmographie partielle

### Au cinéma
- 1949 : Pour toi j'ai tué (Criss Cross) de Robert Siodmak
- 1949 : Ville haute, ville basse (East Side, West Side) de Mervyn LeRoy
- 1950 : La Capture (The Capture) de John Sturges
- 1952 : Miracle à Tunis (The Light Touch) de Richard Brooks
- 1952 : Aveux spontanés (Assignment - Paris!) de Robert Parrish
- 1955 : La Conquête de l'espace (Conquest of Space), de Byron Haskin : Sanella
- 1958 : L'Orchidée noire (The Black Orchid) de Martin Ritt
- 1958 : Traquenard (Party Girl) de Nicholas Ray
- 1960 : La Mafia (Pay or Die) de Richard Wilson
- 1960 : Ces folles de filles d'Ève (Where the Boys are) d'Henry Levin
- 1961 : Le Maître du monde (Master of the World) de William Witney
- 1962 : Quinze Jours ailleurs (Two Weeks in Another Town) de Vincente Minnelli
- 1963 : L'Offrande (en) (Dime with a Halo) de Boris Sagal
- 1963 : Le Combat du capitaine Newman (Captain Newman, M.D.) de David Miller
- 1964 : Rio Conchos de Gordon Douglas
- 1964 : Trois Filles à Madrid (The Pleasure Seekers) de Jean Negulesco
- 1965 : Les Yeux bandés (Blindfold) de Philip Dunne
- 1965 : L'Express du colonel Von Ryan (Von Ryan's Express) de Mark Robson
- 1966 : Qu'as-tu fait à la guerre, papa ? (What did you do in the War, Daddy ?) de Blake Edwards
- 1967 : La Nuit des assassins (Warning Shot) de Buzz Kulik
- 1967 : Gros coup à Pampelune (The Caper of the Golden Bulls) de Russell Rouse
- 1968 : Évasion sur commande (The Secret War of Harry Frigg) de Jack Smight
- 1968 : Adorablement vôtre (How Sweet it is !) de Jerry Paris
- 1969 : Fleur de Cactus (Cactus Flower) de Gene Saks
- 1970 : Du vent dans les voiles (The Boatniks) de Norman Tokar
- 1970 : Les Aristochats (The Aristocats) de Wolfgang Reitherman (voix)
- 1972 : Le Parrain (Mario Puzo's The Godfather) de Francis Ford Coppola
- 1972 : Napoléon et Samantha (Napoleon and Samantha) de Bernard McEveety
- 1972 : Quand meurent les légendes (en) (When the Legends die) de Stuart Millar
- 1974 : Le Nouvel Amour de Coccinelle (Herbie rides again) de Robert Stevenson
- 1975 : I Wonder Who's Killing Her Now? (en) de Steven Hilliard Stern
- 1976 : Le Bus en folie (The Big Bus) de James Frawley
- 1978 : Les Fous du volant (en) (Zero to Sixty) de Don Weis
- 1980 : La Coccinelle à Mexico (Herbie goes Bananas) de Vincent McEveety
- 1980 : Le Plus Secret des agents secrets (The Nude Bomb) de Clive Donner
- 1993 : Alarme fatale (Loaded Weapon 1) de Gene Quintano
- 1995 : Get Shorty, Stars et Truands (Get Shorty) de Barry Sonnenfeld

### À la télévision

#### Séries
- 1953 : Life with Luigi, épisode The Dance
- 1958 : Mike Hammer (Mickey Spillane's Mike Hammer), première série
  - Saison 1, épisode 29 Four Blind Mice (1958) de Boris Sagal
  - Saison 2, épisode 6 Requiem for a Sucker (1959) d'Earl Bellamy, épisode 18 Shoot before you look (1959) de Ray Nazarro, épisode 19 Evidence of the Record (1959) de William Witney et épisode 34 Merchant of the Menace (1959) de William Witney
- 1959 : Perry Mason, première série
  - Saison 2, épisode 23 The Case of the Howling Dog de William D. Russell
- 1959 : Peter Gunn
  - Saison 1, épisode 28 Pay Now, Kill Later de Boris Sagal
  - Saison 2, épisode 5 Death is a Red Rose de Boris Sagal et épisode 10 The Game de Boris Sagal
- 1959 : La Grande Caravane (Wagon Train)
  - Saison 3, épisode 12 The St. Nicholas Story de Bretaigne Windust
- 1960 : Johnny Staccato
  - Saison unique, épisode 24 Le Masque de Jason (The Mask of Jason) de Paul Henreid
- 1960 : Bonne chance M. Lucky (M.. Lucky)
  - Saison unique, épisode 34 Election Bet de Jerry Hopper
- 1960 : Aventures dans les îles (Adventures in Paradise)
  - Saison 2, épisode 1 Trafic dans les îles (Open for Diving) de Felix E. Feist
- 1960 : Cheyenne
  - Saison 5, épisode 2 Counterfeit Gun de Jerry Hopper
- 1960 : Zorro
  - Hors saison, épisode 1 Le Bandit (El Bandido) de William Witney et épisode 2 Adios El Cuchillo de William Witney
- 1960 : Échec et Mat (Checkmate)
  - Saison 1, épisode 10 Moment of Truth
- 1960 : The Deputy
  - Saison 1, épisode 28 Marked for Bounty de Sidney Lanfield, épisode 33 The Lucifer Urge de Sidney Lanfield, épisode 34 Palace of Chance de Sidney Lanfield, épisode 36 The Stand-Off de David Butler, épisode 37 Trail of Darkness de Sidney Lanfield et épisode 38 The Choice de David Butler
- 1960-1962 : La Quatrième Dimension (The Twilight Zone)
  - Saison 1, épisode 33 Un original (Mr. Bevis, 1960) de William Asher
  - Saison 3, épisode 32 Le Cadeau (The Gift)
- 1961 : Bonanza
  - Saison 2, épisode 30 The Thunderhead Swindle
  - Saison 3, épisode 4 The Lonely House de William Witney
- 1962 : Rawhide
  - Saison 4, épisode 13 The Long Count de Jesse Hibbs
- 1962 : Ombres sur le soleil (Follow the Sun)
  - Saison 1, épisode 30 Chalk One Up for Johnny
- 1962 : Lassie
  - Saison 9, épisode 1 Fine Feathered Friend de William Beaudine
- 1962-1963 : L'Homme à la carabine (The Rifleman)
  - Saison 5, épisodes 1 et 2 Waste, Parts I & II (1962) de Joseph H. Lewis, épisode 17 The Sixteenth Cousin (1963) et épisode 25 Which Way'd they go ? (1963)
- 1962-1966 : L'Extravagante Lucie (The Lucy Show)
  - Saison 1, épisode 2 Lucy digs up a Date (1962) de Jack Donohue
  - Saison 4, épisode 23 Lucy the Robot (1966)
- 1963 : Le Jeune Docteur Kildare (Dr Kildare)
  - Saison 2, épisode 24 A Very Infectious Disease
- 1963-1964 : Mon martien favori (My Favorite Martian)
  - Saison 1, épisode 9 Rocket to Mars (1963) de Leslie Goodwins et épisode 21 Hitch-Hiker to Mars (1964) d'Oscar Rudolph
- 1964-1965 : La Famille Addams (The Addams Family)
  - Saison 1, épisode 27 Rencontre du 33e type (The Addams Family and the Spaceman, 1964) de Sidney Lanfield
  - Saison 2, épisode 9 Morticia joue les Rodin (Morticia, the Sculptress, 1965) de Sidney Lanfield
- 1965 : Ma sorcière bien-aimée (Bewitched)
  - Saison 1, épisode 35 Le Restaurant de Mario (Eat at Mario's) de William Asher
- 1965 : Laredo
  - Saison 1, épisode 2 I see by Your Outfit d'Harvey Hart
- 1965 : Le Virginien (The Virginian)
  - Saison 4, épisode 8 Nobility of Kings de Paul Stanley
- 1965-1966 : L'Île aux naufragés (Gilligan's Island)
  - Saison 1, épisode 15 So Sorry, My Island Now (1965) et épisode 31 Diogenes, Won't you Please go Home ? (1965) de Christian Nyby
  - Saison 2, épisode 29 The Friendly Physician (1966) de Jack Arnold
  - Saison 3, épisode 9 Ring around Gilligan (1966)
- 1965-1967 : Des agents très spéciaux (The Man from U.N.C.L.E.)
  - Saison 1, épisode 17 Sous le signe de Kali (The Yellow Scarf Affair, 1965)
  - Saison 3, épisode 24 L'Affaire du Matterhorn (The Matterhorn Affair, 1967)
- 1965-1970 : Max la Menace (Get Smart)
  - Saison 1, épisode 1 M.. Big (1965) d'Howard Morris
  - Saison 5, épisode 24 Hello, Columbus - Goodbye, America (1970)
- 1965-1970 : Gunsmoke ou Police des plaines (Gunsmoke ou Marshal Dillon)
  - Saison 11, épisode 12 The Hostage (1965) de Vincent McEveety
  - Saison 13, épisode 9 The Pillagers (1967) de Vincent McEveety
  - Saison 15, épisode 4 Danny (1969)
  - Saison 16, épisode 14 Sergeant Holly (1970)
- 1966 : Batman
  - Saison 2, épisode 27 Le Nid du pingouin (The Penguin's Nest) et épisode 28 Le pingouin frappe encore (The Bird's Last Jest)
- 1966 : Les Mystères de l'Ouest (The Wild Wild West)
  - Saison 2 épisode 14, La Nuit de la Machine infernale (The Night of the Infernal Machine), de Sherman Marks : Cefalu
- 1967 : Annie, agent très spécial (The Girl from U.N.C.L.E.)
  - Saison unique, épisode 19 La Poupée bulgare (The Drublegraty Affair) de Mitchell Leisen
- 1967 : Daniel Boone
  - Saison 4, épisode 1 The Ballad of Sidewinder and Cherokee de Gerd Oswald
- 1969 : Papa Schultz ou Stalag 13 (Hogan's Heroes)
  - Saison 4, épisode 25 Le Retour du major Bonacelli (The Return of Major Bonacelli) de Jerry London
- 1969 : L'Homme de fer (Ironside)
  - Saison 3, épisode 9 The Machismo Bag de Don Weis
- 1971 : Le Monde merveilleux de Disney (The Wonderful World of Disney ou Disneyland)
  - Saison 17, épisodes 18 et 19 Bayou Boy, Parts I & II
- 1973-1989 : Columbo, première et deuxième séries
  - Saison 3, épisode 2 Quand le vin est tiré (Any Old Port in a Storm, 1973) de Leo Penn, épisode 3 Candidat au crime (Candidate for Crime, 1973) de Boris Sagal et épisode 7 Le Chant du cygne (Swan Song, 1974)
  - Saison 4, épisode 2 Réaction négative (Negative Reaction, 1974) d'Alf Kjellin
  - Saison 5, épisode 3 Jeu d'identité (Identity Crisis, 1975) de Patrick McGoohan
  - Saison 9, épisode 1 Portrait d'un assassin (Murder, a Self Portrait, 1989) de James Frawley

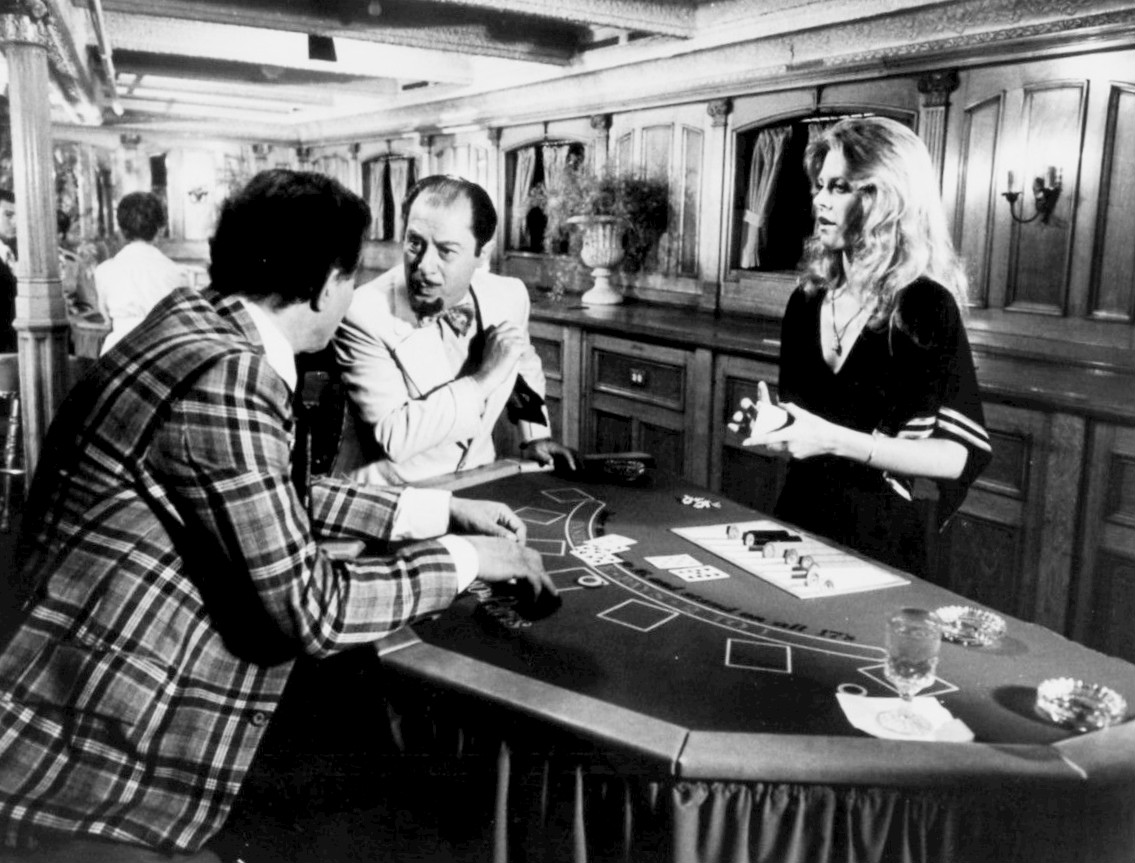
Au centre, avec Lindsay Wagner, dans Super Jaimie, épisode Rendez-vous en haute mer (1976)

- 1976 : Super Jaimie (The Bionic Woman)
  - Saison 1, épisode 11 Les Naufragés (Fly Jaime)
  - Saison 2, épisode 3 Rendez-vous en haute mer (Assault on the Princess)
- 1977 : Sergent Anderson (Police Woman)
  - Saison 3, épisode 22 Artiste voleur (Silky Chamberlain) de Barry Shear
- 1977 : Baretta
  - Saison 4, épisode 1 New Girl in Town de Paul Stanley
- 1977-1983 : CHiPs
  - Saison 1, épisode 10 Bandits de grand chemin (Highway Robbery, 1977)
  - Saison 6, épisode 15 Un voyage insolite (Journey to a Spacecraft, 1983)
- 1979 : Les Jours heureux (Happy Days)
  - Saison 6, épisode 20 Deuxième Lune de miel (Married Strangers) de Jerry Paris
- 1979-1982 : L'Île fantastique (Fantasy Island)
  - Saison 3, épisode 2 Goose for the Gander / The Stuntman (1979)
  - Saison 6, épisode 1 The Curse of the Moreaus / My Man Friday (1982)
- 1980 : Drôles de dames (Charlie's Angels)
  - Saison 4, épisode 18 Qu'on est bien chez soi (Homes $weet Homes) d'Allen Baron
- 1980-1981 : Vegas (Vega$)
  - Saison 3, épisode 4 Sudden Death (1980) de Gabrielle Beaumont et épisode 9 The Andreas Addiction (1981) d'Alf Kjellin
- 1981 : Pour l'amour du risque (Hart to Hart)
  - Saison 2, épisode 13 Une balle si précieuse (Homemade Murder) de Tom Mankiewicz
- 1985-1988 : Madame est servie (Who's the Boss ?)
  - Saison 2, épisode 12 Quand on veut (Tonny the Nanny, 1985)
  - Saison 4, épisode 14 Il y a du mariage dans l'air (All in the Famiglia, 1988)
- 1988 : Charles s'en charge (Charles in Charge)
  - Saison 3, épisode 18 Des coups bas dans les pizzas (Five Easy Pizzas)
- 1988-1989 : Les Craquantes (The Golden Girls)
  - Saison 3, épisode 22 La Grande Aventure de Rose (Rose's Big Adventure, 1988)
  - Saison 4, épisode 24 Frustation (Foreign Exchange, 1989)
- 1992 : Bienvenue en Alaska (Northern Exposure)
  - Saison 4, épisode 6 Solitude (On Your Own)
- 1995 : Dingue de toi (Mad about You)
  - Saison 3, épisode 13 Le Beau Mariage, 1re partie (Mad about You, Part I) de David Steinberg

#### Téléfilms
- 1967 : Campo 44 de Buzz Kulik
- 1967 : La Nuit des assassins (Warning Shot) de Buzz Kulik
- 1973 : The Six Million Dollar Man : Solid Gold Kidnapping de Russ Mayberry
- 1974 : Twice in a Lifetime d'Herschel Daugherty
- 1975 : Terreur sur le Queen Mary (Adventures of the Queen) de David Lowell Rich
- 1975 : The Big Rip-Off de Dean Hargrove
- 1980 : The Ghosts of Buxley Hall (en) de Bruce Bilson
- 1983 : Kennedy contre Hoffa (Blood Feud) de Mike Newell